# Liste des maires de Talence
Cet article dresse une liste par ordre de mandat des maires de Talence.

## Liste des maires
| Période                                  | Période         | Identité                            | Étiquette      | Qualité                                                |
| ---------------------------------------- | --------------- | ----------------------------------- | -------------- | ------------------------------------------------------ |
| Les données manquantes sont à compléter. |                 |                                     |                |                                                        |
|                                          | 1790            | Élie Pierre Cauderès                |                |                                                        |
| 1790                                     | 1793            | Pierre Brun                         |                |                                                        |
| 1793                                     | 1793            | Bernard Cauderès                    |                |                                                        |
| 1793                                     | 1798            | Pierre Brun                         |                |                                                        |
| 1798                                     | 1806            | Louis Bonnefous                     |                |                                                        |
| 1806                                     | 1808            | Félix Materre-Ferrand               |                |                                                        |
| Les données manquantes sont à compléter. |                 |                                     |                |                                                        |
| 1813                                     | 1815            | Jean Davrin                         |                |                                                        |
| 1815                                     | 1816            | Pierre Maillère                     |                |                                                        |
| 1816                                     | 1822            | Jean de Montesquiou                 |                |                                                        |
| 1822                                     | 1825            | Joseph Blumerel                     |                |                                                        |
| 1825                                     | 1848            | François Roul                       |                |                                                        |
| 1848                                     | 1851            | Collineau Aîné                      |                |                                                        |
| 1851                                     | 1855            | Antoine Deveze                      |                |                                                        |
| 1855                                     | 1863            | Léonard Rousseau                    |                |                                                        |
| 1863                                     | 1866            | Jean-Jacques Mégret                 |                |                                                        |
| 1866                                     | 1868            | Nicolas-Jules Cuginaud              |                |                                                        |
| 1868                                     | 1870            | Antoine Danguilhen                  |                |                                                        |
| 1871                                     | 1871            | Jean-Jacques Mégret                 |                |                                                        |
| 1871                                     | 1871            | Charles Laterrade                   |                |                                                        |
| 1871                                     | 1872            | Jean-Jacques Mégret                 |                |                                                        |
| 1872                                     | 1874            | Charles Laterrade                   |                |                                                        |
| 1874                                     | 1876            | Suzanne Marie Jean Clément De Ville |                |                                                        |
| 1876                                     | 1877            | François Frédéric Sévène            |                |                                                        |
| 1877                                     | 1877            | Suzanne Marie Jean Clément De Ville |                |                                                        |
| 1877                                     | 1881            | François Frédéric Sévène            |                |                                                        |
| 1881                                     | 1901            | Jacques Juillac                     |                |                                                        |
| 1901                                     | 1905            | Adolphe Huc                         |                |                                                        |
| 1905                                     | 1925            | Jean Iriquin                        |                |                                                        |
| 1925                                     | 1941            | Georges Lasserre                    | SFIO           |                                                        |
| mars 1941                                | avril 1941      | Georges Vincens                     | Pétainiste     | Colonel                                                |
| 1941                                     | 1944            | René Mingelle                       | Pétainiste     |                                                        |
| 1944                                     | 1947            | Georges Lasserre                    | SFIO           |                                                        |
| 1947                                     | 1953            | Michel Winnaert                     | RPF            |                                                        |
| 1953                                     | 1961            | Georges Lasserre                    | SFIO           |                                                        |
| 1961                                     | 1965            | Michel Winnaert                     | RPF            |                                                        |
| 1965                                     | 1983            | Henri Deschamps                     | SFIO puis PS   | Professeur de lettres Député (1967-1968 et 1973-1981)  |
| 1983                                     | 1993            | Gérard Castagnéra                   | RPR            | Médecin Député (1993)                                  |
| 1993                                     | 18 octobre 2017 | Alain Cazabonne                     | UDF puis MoDem | Administrateur de sociétés Conseiller général Sénateur |
| 18 octobre 2017                          | en cours        | Emmanuel Sallaberry                 | SE             | Directeur financier                                    |